# Lancashire Constabulary
Lancashire Constabulary – brytyjska formacja policyjna, pełniąca funkcję policji terytorialnej na obszarze hrabstwa ceremonialnego Lancashire. Według stanu na 31 marca 2012, formacja liczy 3323 funkcjonariuszy.

## Galeria

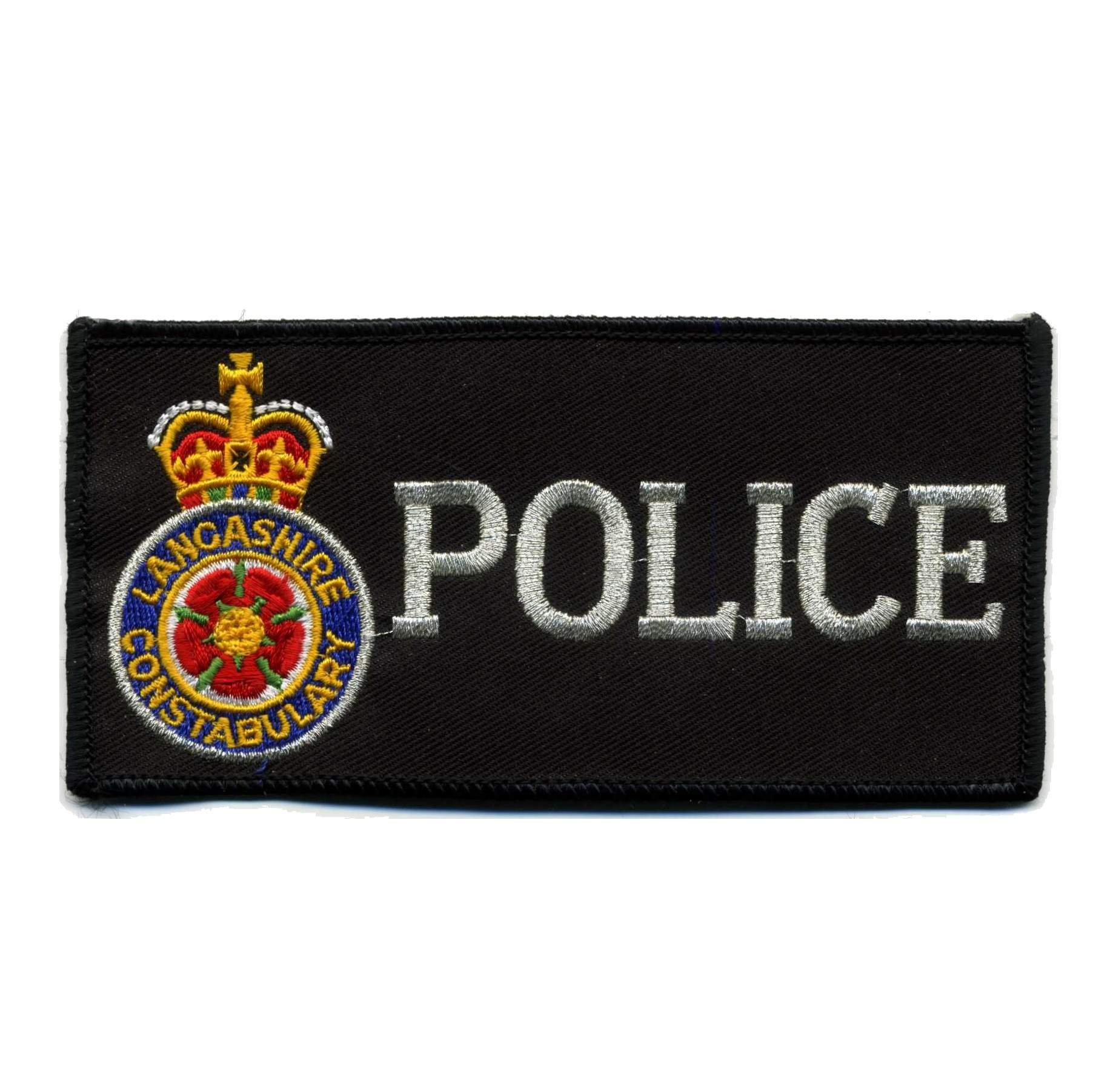
Naszywka mundurowa
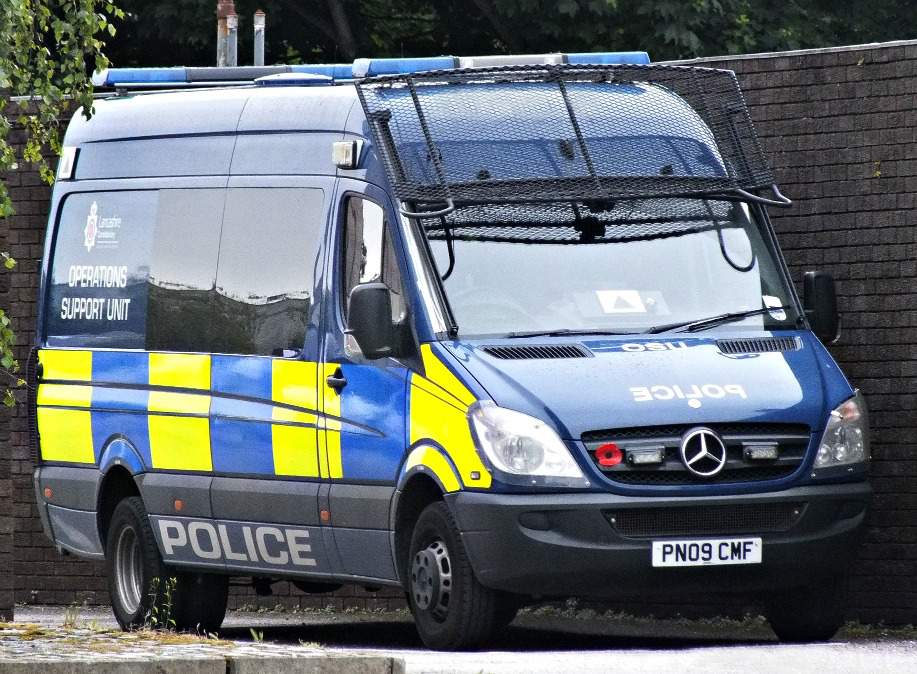
Radiowóz Mercedes-Benz Sprinter
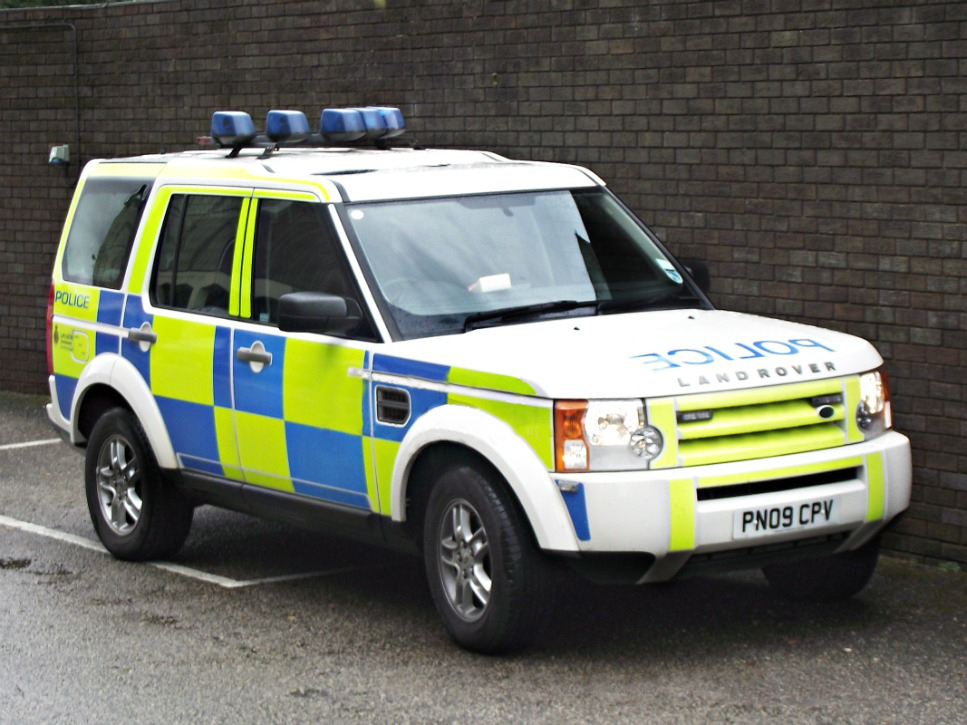
Radiowóz Land Rover
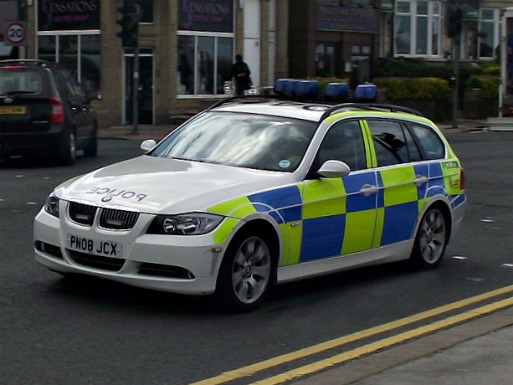
Radiowóz BMW